# Виолончело
Виолончело (известен още като чѐло) е музикален инструмент от групата на струнно-лъковите инструменти. Появило се е в началото на 16 век. Усъвършенствано е през 17, 18 век от знаменитите майстори в Кремона, Италия.
Строят му е C-G-d-a (до и сол от голяма октава и ре, ла от малка октава). Челото е третият по височина от 4-те лъкови инструменти (цигулка, виола, виолончело и контрабас). Нотира се по нотния ключ фа и заедно с контрабаса спада към групата на басовите струнни инструменти.
Виолончелото се състои от гриф; щок (шип със специален ключ за нагласяне на височината на инструмента); предна и задна дъска; дървено магаре, държащо тежестта на струните; охлюв, в най-горната част; душичка, във вътрешността на инструмента; два ефа (отвори в предната дъска, за да се чува по-ясен и плътен звук); 4 струни – ла, ре, сол, до; струнник с машинки за фино настройване и дървени ключове за грубо настройване, които са част от охлюва.